# Cale Boggs
James Caleb "Cale" Boggs, född 15 maj 1909 i Cheswold, Delaware, död 26 mars 1993 i Wilmington, Delaware, var en amerikansk republikansk politiker. Han var guvernör i Delaware 1953-1960. Han representerade Delaware i båda kamrarna av USA:s kongress, först i representanthuset 1947-1953 och sedan i senaten 1961-1973.
Boggs utexaminerades 1931 från University of Delaware. Han avlade 1937 juristexamen vid Georgetown University och inledde följande år sin karriär som advokat i Delaware. Han deltog i andra världskriget i USA:s armé.
Boggs besegrade sittande kongressledamoten Philip A. Traynor i kongressvalet 1946. Han omvaldes två gånger. Han besegrade sedan ämbetsinnehavaren Elbert N. Carvel i guvernörsvalet i Delaware 1952. Han omvaldes fyra år senare. Han besegrade sittande senatorn J. Allen Frear i senatsvalet 1960. Boggs avgick som guvernör den 30 december 1960 och efterträddes av viceguvernören David P. Buckson.
Boggs tillträdde som senator för Delaware den 3 januari 1961. Han besegrade demokraten James M. Tunnell, Jr. i senatsvalet 1966 med 59% av rösterna mot 41% för Tunnell. Boggs tvekade inför att ställa upp för omval i senatsvalet 1972 men gick med på att kandidera i alla fall. Han förlorade knappt mot utmanaren Joe Biden.
Boggs avled 1993 och gravsattes på Old Presbyterian Cemetery i Dover.